# Sân bay Marsabit
Sân bay Marsabit (IATA: RBT, ICAO: HKMB) là một sân bay ở Marsabit, Kenya.